# Панцини (Павија)
Панцини је насеље у Италији у округу Павија, региону Ломбардија.
Према процени из 2011. у насељу је живело 36 становника. Насеље се налази на надморској висини од 725 м.